# Les Issards
Les Issards (okzitanisch Les Eissarts) ist eine französische Gemeinde mit 253 Einwohnern (Stand 1. Januar 2022) im Département Ariège in der Region Okzitanien. Sie gehört zum Arrondissement Pamiers und zum Kanton Pamiers-2.
Nachbargemeinden sind Les Pujols im Nordwesten, Rieucros im Osten und Arvigna im Süden.

## Bevölkerungsentwicklung
| Jahr                       | 1962 | 1968 | 1975 | 1982 | 1990 | 1999 | 2008 | 2015 |
| -------------------------- | ---- | ---- | ---- | ---- | ---- | ---- | ---- | ---- |
| Einwohner                  | 153  | 152  | 144  | 147  | 186  | 189  | 242  | 240  |
| Quellen: Cassini und INSEE |      |      |      |      |      |      |      |      |